# Hop hop hop
Hop hop hop is een lied van de Nederlandse rapper Lil' Kleine en de Nederlands-Poolse rapper Mr. Polska. Het werd in 2017 als single uitgebracht.

## Achtergrond
Hop hop hop is geschreven door Dominik Włodzimierz Groot, Julien Willemsen en Jorik Scholten en geproduceerd door Jack $hirak. Het is een nummer uit de genres nederhop met invloeden uit de house. Het lied is een bewerking van het Sinterklaaslied Hop hop hop, paardje in galop en bevat een samples van het lied Konijntje van AKA The Junkies uit 2008 en het kinderlied Hoedje van papier. Het nummer gaat over het bezitten en gebruiken van drugs. 
In de bijbehorende videoclip zijn verschillende willekeurige dingen te zien, zoals pratende tepels, een tussen dildo's liggende Mr. Polska en een met hamburgers belegde vrouw.
Het is niet de eerste keer dat de twee artiesten met elkaar samenwerken. Eerder in 2017 brachten ze samen met Ronnie Flex het lied Volg me uit.

## Hitnoteringen
De artiesten hadden succes met het lied in de hitlijsten van het Nederlands taalgebied. Het piekte op de 29e plaats van de Single Top 100 en stond vier weken in deze hitlijst. De Top 40 werd niet bereikt; het lied bleef steken op de vijfde plaats van de Tipparade. Ook in de Vlaamse Ultratop 50 was er geen notering. Het kwam hier tot de 28e positie van de Ultratip 100.